# 黑斑嚙蟲科
黑斑嚙蟲科（学名：Philotarsidae）为啮虫目之下的一個科。本科跟Pseudocaeciliidae及Calopsocidae兩科關係密切。

## 物種
本屬包括下列四個屬：
- 阿嚙蟲屬 Aaroniella
- Haplophallus
- Philotarsopsis
- Philotarsus